# Joel Ngandu Kayamba
Joel Ngandu Kayamba (né le 17 avril 1992) est un footballeur professionnel congolais qui joue comme milieu de terrain pour le club kazakh d'Atyrau.

## Carrière en club

### Début de carrière en République tchèque
Il a fait ses débuts en championnat professionnel lors du match nul 1-1 de la Ligue nationale de football tchèque de Pardubice contre České Budějovice le 6 novembre 2015. Il a signé pour Opava en 2017. Lors de sa première saison avec Opava, il a été promu en première division tchèque, la Première Ligue tchèque. Il a également remporté le prix du joueur du mois de la Ligue nationale de football cette saison-là. Il a marqué le but gagnant lors de la première victoire d'Opava en Première Ligue tchèque - une victoire 2-0 à domicile contre Jablonec le 1er septembre 2018.

### Viktoria Plzeň
En septembre 2018, Kayamba a signé un contrat avec le FC Viktoria Plzeň pour un montant de transfert estimé à 800 000 €. Le président d'Opava, Marek Hájek, a révélé que ce transfert constituait un record de recettes de transfert pour le club, battant le précédent record, celui de la vente de Libor Kozák. Kayamba est également resté prêté à Opava en jusqu'à fin 2018.

## Carrière internationale
Il a fait ses débuts avec l'équipe nationale de football de la RD Congo le 17 novembre 2020 lors d'un match de qualification pour la Coupe des Nations contre l'Angola. Il a remplacé Jordan Botaka à la 80e minute.

## Vie personnelle
Il a quitté la France pour s'installer en République tchèque en 2013, a épousé une Tchèque et a deux enfants. Il parle couramment quatre langues : le français, l'anglais, le tchèque et le lingala.